# Catedral Sant Joan Baptista de Torí
La catedral Sant Joan Baptista de Torí (en italià : Cattedrale di San Giovanni Battista) és la principal església de Torí, a Itàlia. ha estat igualment anomenada església Metropolitana de Sant Joan de Torí.

## Història
L'església va ser construïda en el lloc d'un teatre de l'antiga ciutat romana El primer edifici cristià consistia en tres esglésies, dedicades al Sant Salvador, a Santa Maria de Dompno, i la principal a Sant Joan Baptista Segons certes fonts, aquesta última va ser consagrada per Agilulf, rei de Lombardia de 591 a 613
En aquesta església l'any 662 va ser assassinat Garibald, Duc de Torí, per un partidari de Godepert.
Les tres esglésies primitives van ser destruïdes entre 1490 i 1492. El campanile erigit l'any 1470 va ser tanmateix conservat, i resta visible avui. La nova catedral, encara dedicada a Sant Joan Baptista, va ser construïda entre 1491 i 1498 sobre els plànols de Amedeo de Francisco di Settignano, igualment conegut amb el nom de Meo del Caprino, que la va acabar en set anys.
El papa Lleó X la va confirmar oficialment com seu metropolitana l'any 1515.
Algunes modificacions hi van ser aportades per Filippo Juvarra al segle XVII.
Un projecte d'ampliació de la catedral per donar un racó més luxós al Sant Sudari es va proposar l'any 1649, quan Bernardino Quadri va arribar de Roma com cortesà del duc Carles Manuel II de Savoia. El pla proposat per Quadri era basat en un projecte anterior de Carlo di Castellamonte, amb una capella oval posada darrere del cor.
La cúpula, l'edificació de la qual va durar 28 anys, va ser acabada l'any 1694 sota la direcció de Maria Joana de Savoia, vídua de Carles Manuel II.
La capella del Sant Sudari, on és conservat el Sant Sudari de Torí en una urna d'alta tecnologia, va ser afegit a la construcció entre 1668 i 1694 per Camillo-Guarino Guarini.
La cúpula i la capella del Sant Sudari van ser destrossats per un incendi la nit de l'11 al 12 d'abril de 1997. Després de 20 anys de treballs, la capella ha reobert al públic el setembre de 2018.

## Fotografies

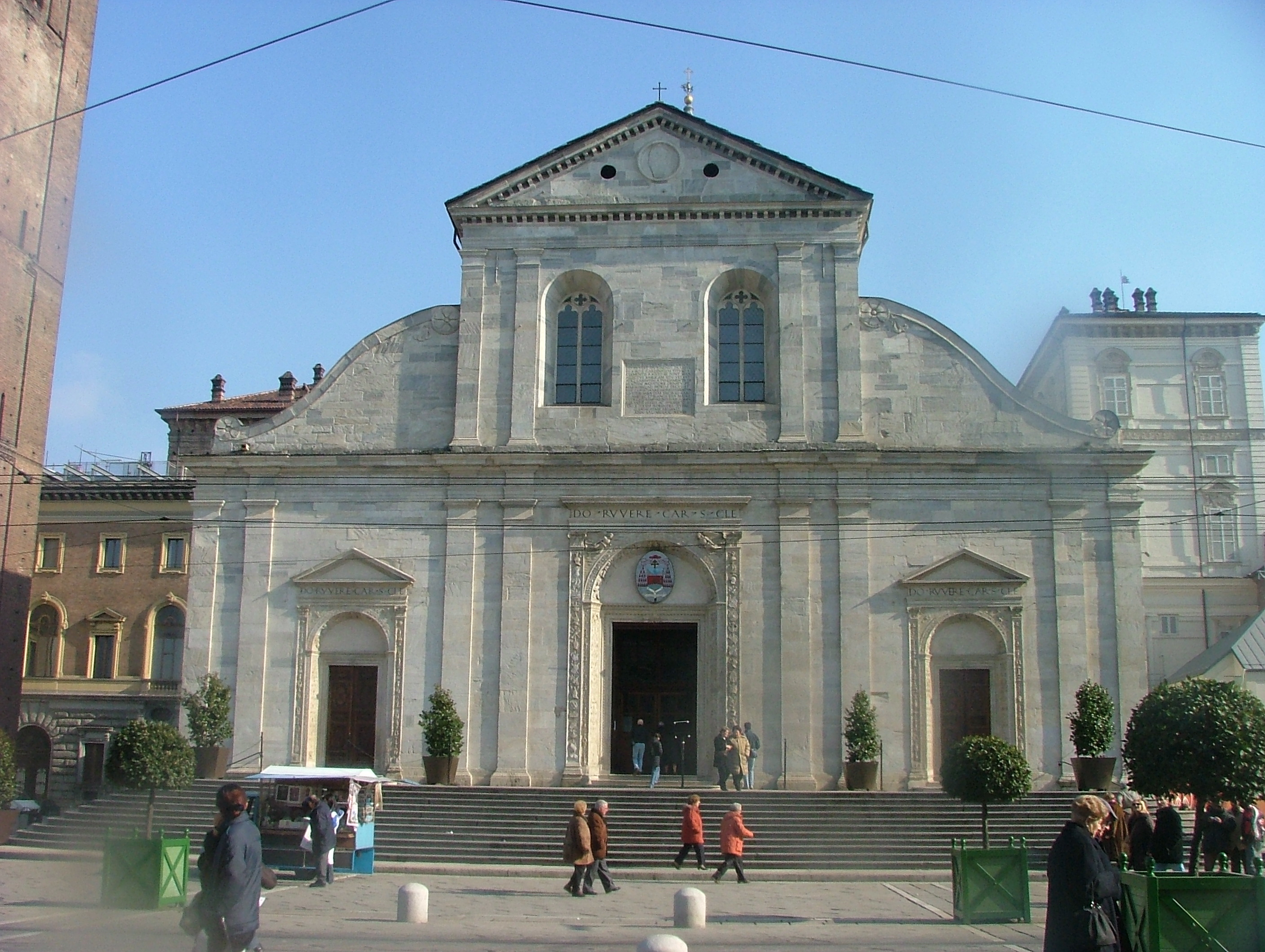
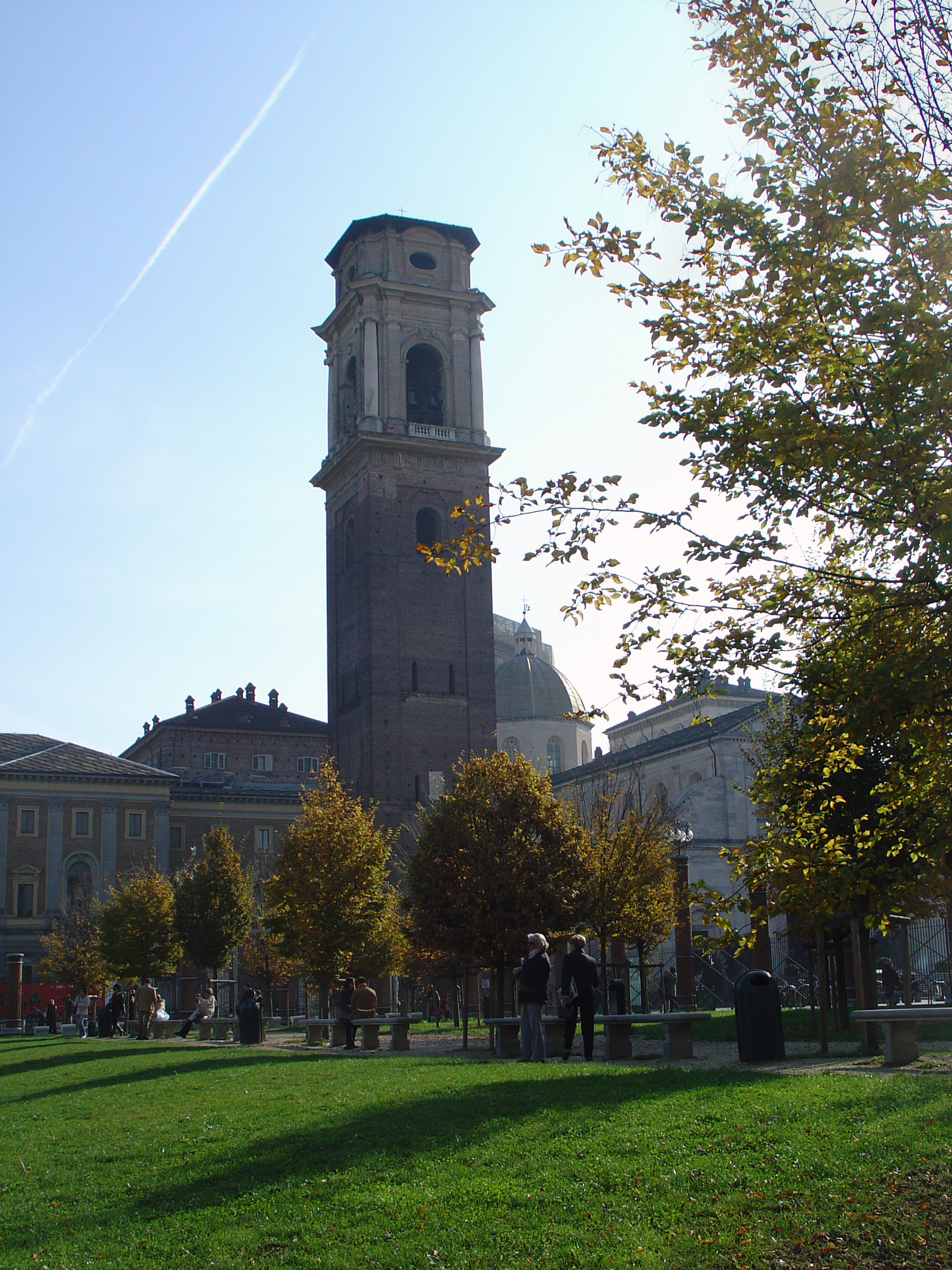
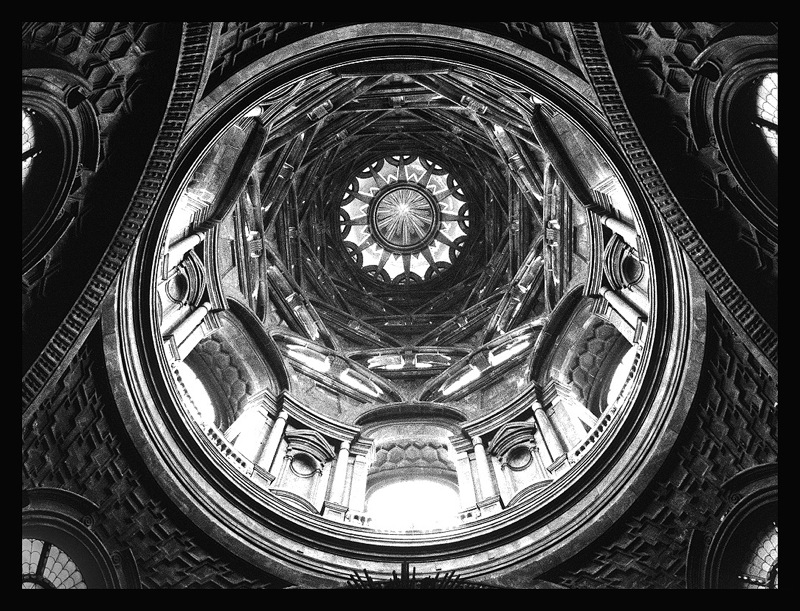
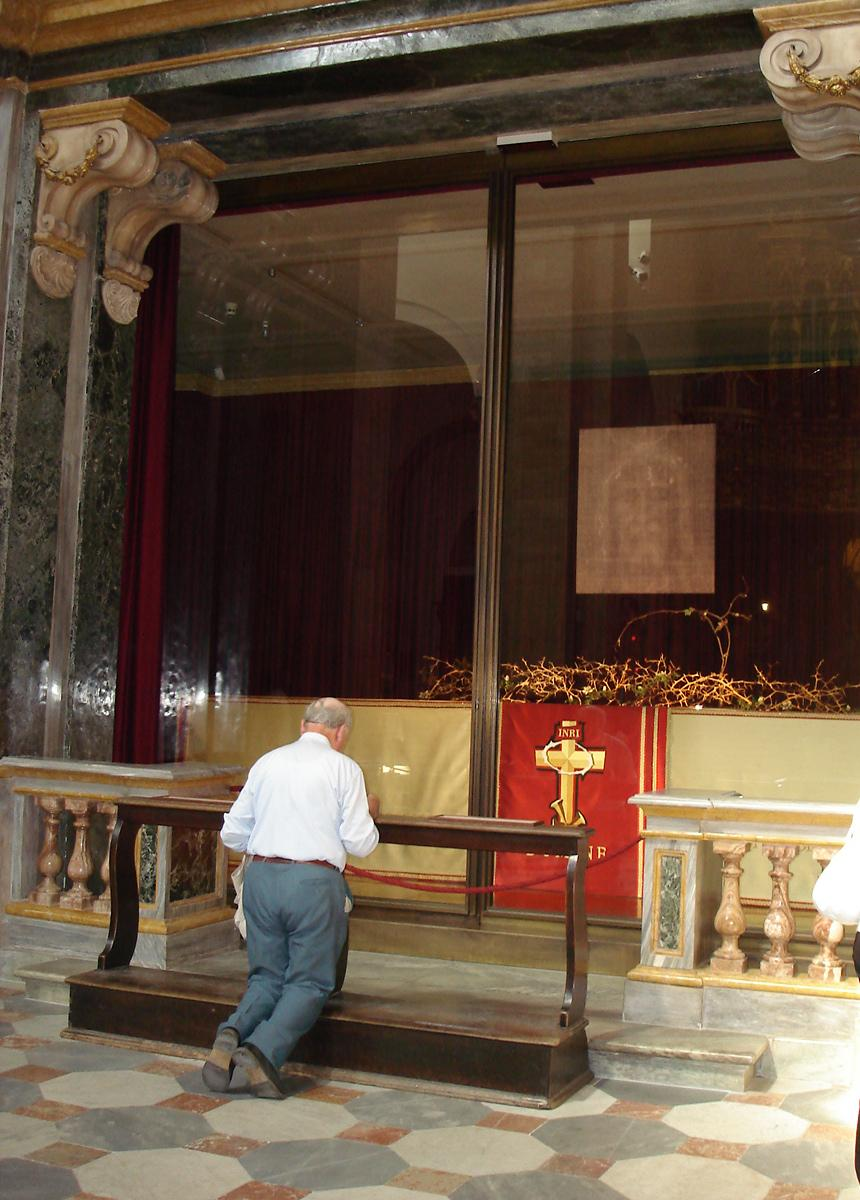
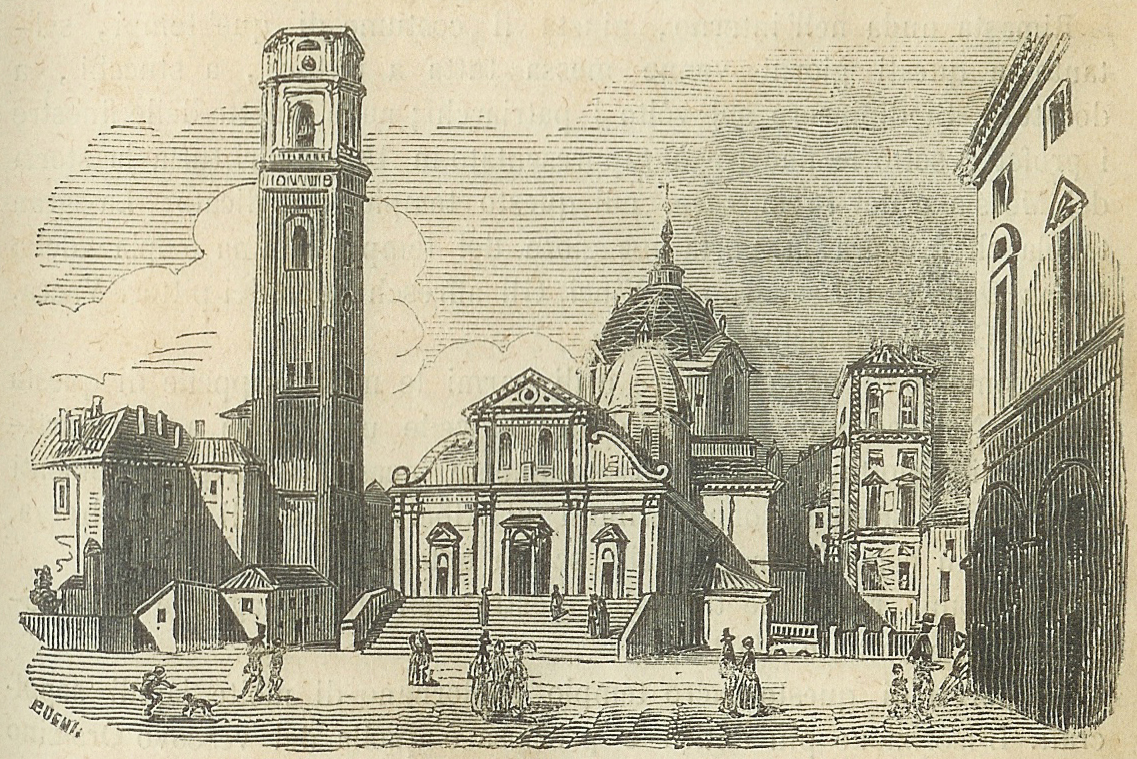
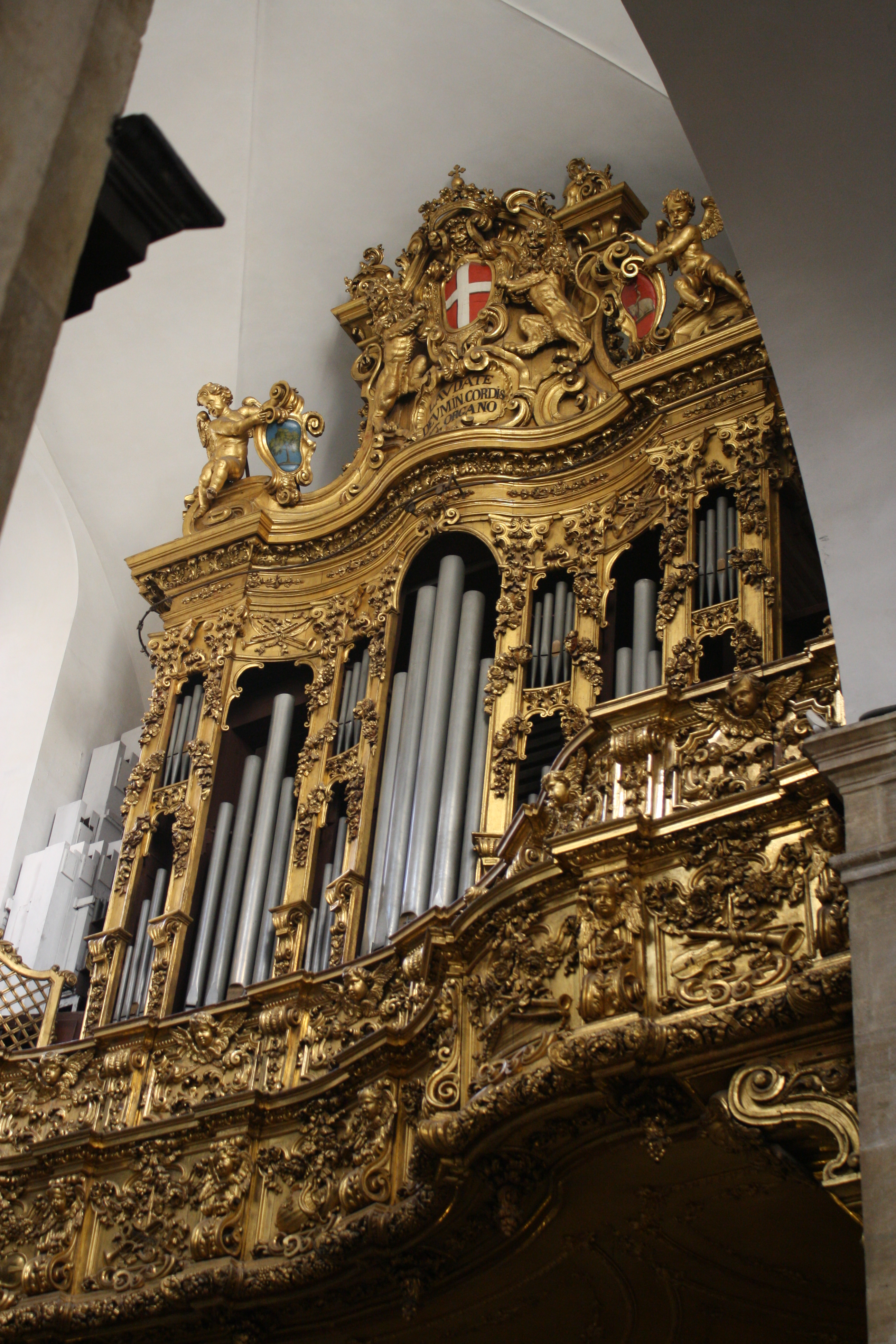
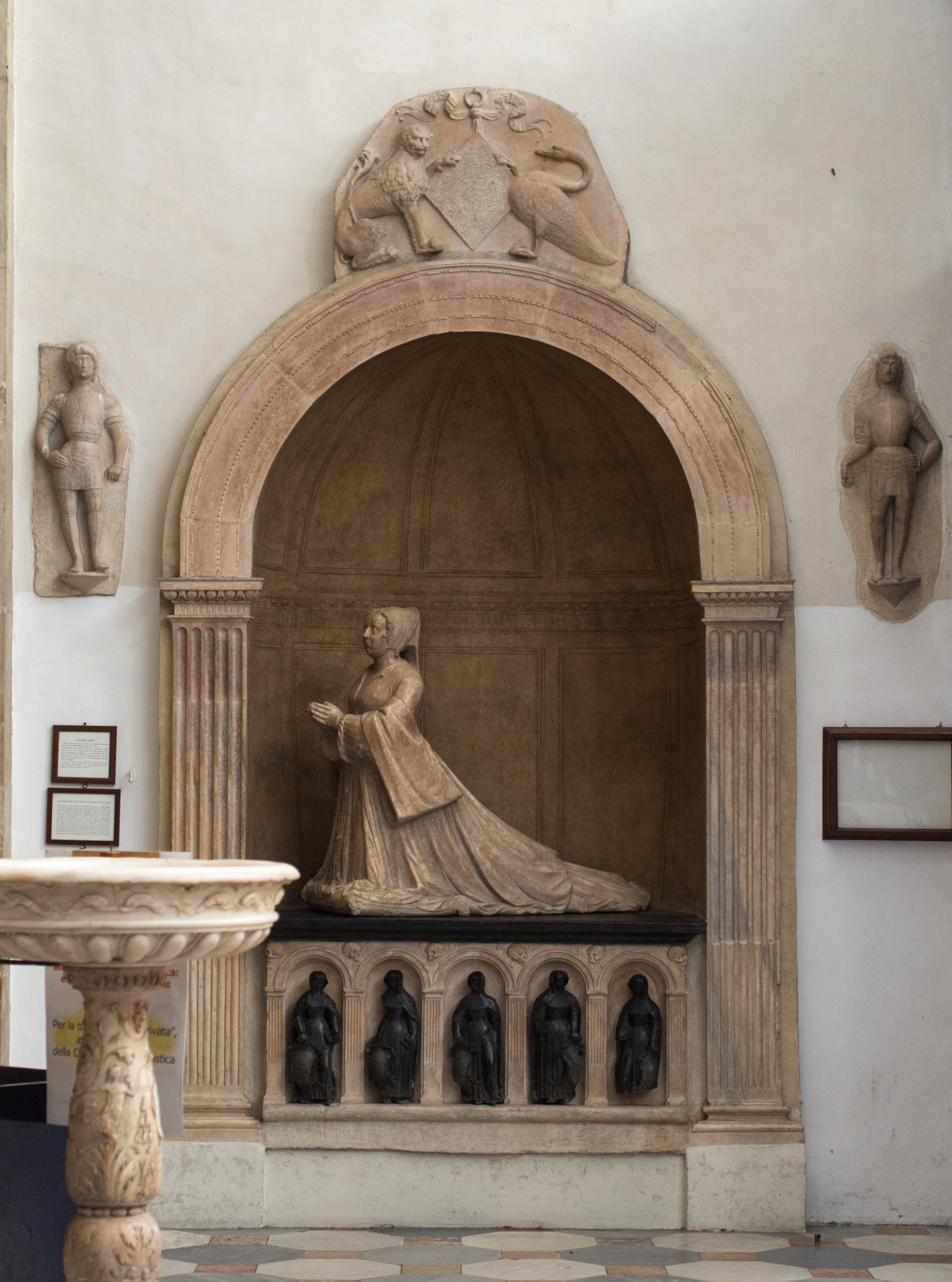
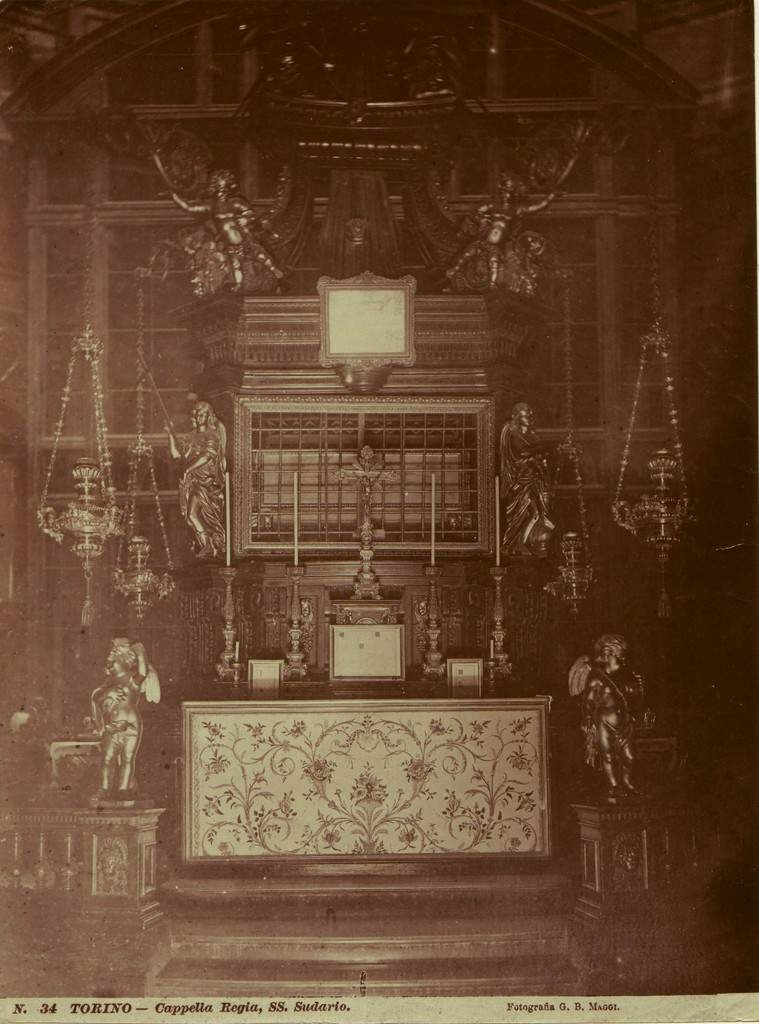